# Epalpus fuscanipennis
Epalpus fuscanipennis är en tvåvingeart som beskrevs av Bischof 1904. Epalpus fuscanipennis ingår i släktet Epalpus och familjen parasitflugor. Inga underarter finns listade i Catalogue of Life.